# Cohors III Breucorum

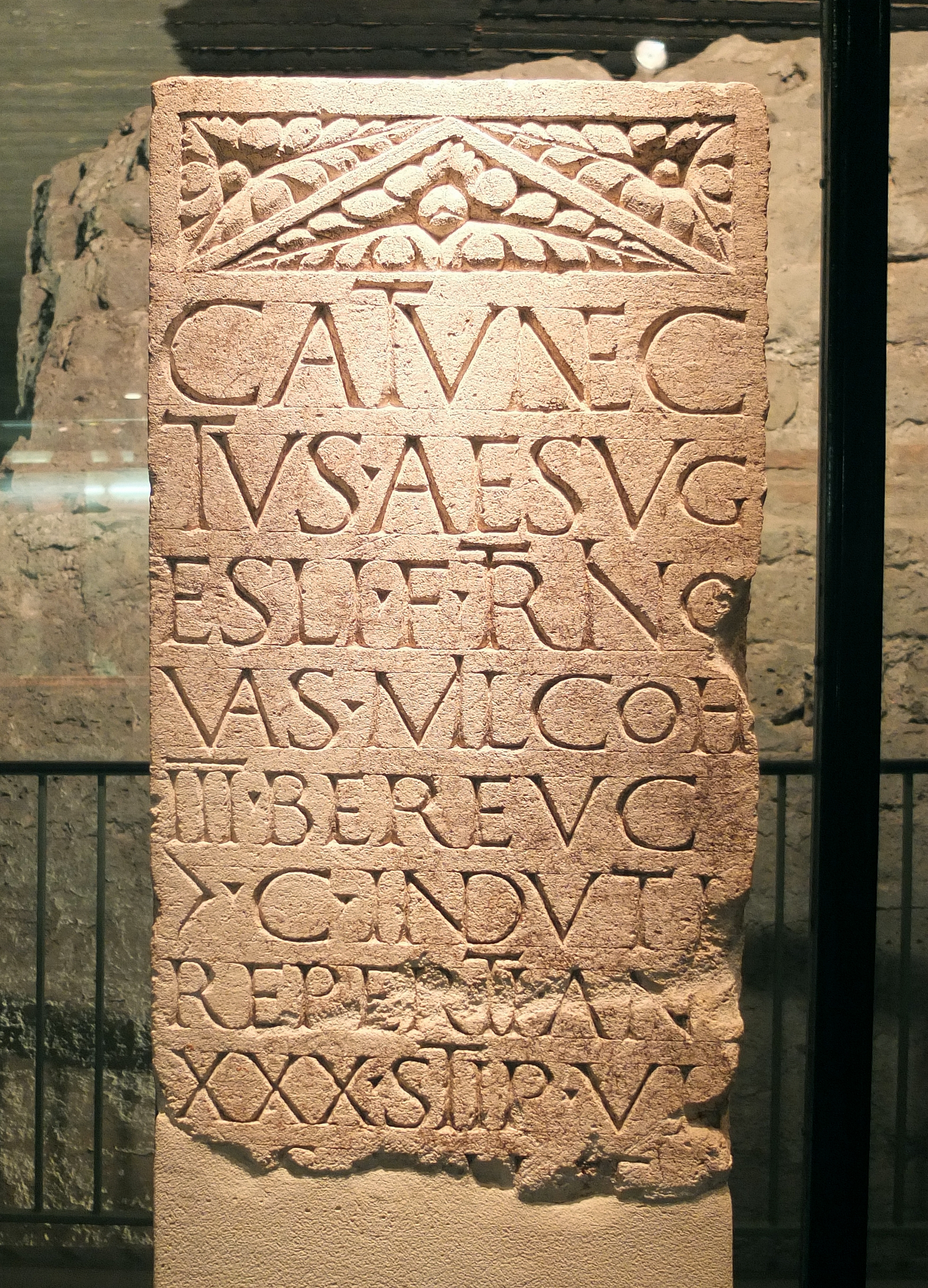
Grabstein des Catunectus, eines keltischen Soldaten (vom Stamm der Trinovanten) der Einheit, Fundort: Köln, Aufbewahrungsort: RGM

Die Cohors III Breucorum (deutsch 3. Kohorte der Breuker) war eine römische Auxiliareinheit. Sie ist durch Militärdiplome und Inschriften belegt.

## Namensbestandteile
- Cohors: Die Kohorte war eine Infanterieeinheit der Auxiliartruppen in der römischen Armee.

- III: Die römische Zahl steht für die Ordnungszahl die dritte (lateinisch tertia). Daher wird der Name dieser Militäreinheit als Cohors tertia .. ausgesprochen.

- Breucorum: der Breuker. Die Soldaten der Kohorte wurden bei Aufstellung der Einheit aus dem illyrischen Volk der Breuker auf dem Gebiet der römischen Provinz Pannonia rekrutiert.

Da es keine Hinweise auf die Namenszusätze milliaria (1000 Mann) und equitata (teilberitten) gibt, ist davon auszugehen, dass es sich um eine reine Infanterie-Kohorte (Cohors quingenaria peditata) handelt. Die Sollstärke der Einheit lag bei 480 Mann, bestehend aus 6 Centurien mit jeweils 80 Mann.

## Geschichte
Die Kohorte war in der Provinz Germania inferior stationiert. Sie ist auf Militärdiplomen für die Jahre 81/84 bis 127 n. Chr. aufgeführt.
Zu den Anfängen der Kohorte gibt es verschiedene Vermutungen. Der erste Nachweis der Einheit im niedergermanischen Heeresbezirk beruht auf einem Militärdiplom, das auf 81/84 datiert ist. In dem Diplom wird die Kohorte als Teil der Truppen (siehe Römische Streitkräfte in Germania) aufgeführt, die zum niedergermanischen Heeresbezirk gehörten. Weitere Militärdiplome, die auf 98 bis 127 datiert sind, belegen die Einheit in Germania inferior.
Die Kohorte hielt sich möglicherweise um 89 nicht in der Provinz auf. Domitian (81–96) hatte den ihm treu gebliebenen römischen Streitkräften in Germania inferior nach der Niederschlagung des Aufstands von Lucius Antonius Saturninus die Ehrenbezeichnung pia fidelis Domitiana verliehen; dieser Zusatz fehlt aber bei der Einheit.
Der letzte Nachweis der Kohorte beruht auf einer Inschrift, die auf 138/161 datiert wird.

## Standorte
Standorte der Kohorte in Germania inferior waren möglicherweise:
- Laurium (Woerden):[8] eine Inschrift[7] wurde hier gefunden.[4]

## Angehörige der Kohorte
Folgende Angehörige der Kohorte sind bekannt.

### Kommandeure
| - [?], ein Präfekt (EpAnt-2019-34) - Marcus Campanius Marcellus, ein Präfekt | - Titus Prifernius Paetus Memmius Apollinaris, ein Präfekt |

### Sonstige
| - Caius Indutius Repertus, ein Centurio (AE 2003, 1218) - Catunectus, ein Soldat (AE 2003, 1218) | - L(ucius) Terentius Bassus, (AE 1994, 1285) |